# Adolf Patek
Adolf Patek (ur. 4 kwietnia 1900 w Wiedniu, zm. 9 września 1982) – austriacki piłkarz oraz trener.

## Kariera piłkarska
W swojej karierze Patek reprezentował barwy zespołów Wiener SC, DFC Prag oraz Sparta Praga. Wraz ze Spartą trzykrotnie zdobył mistrzostwo Czechosłowacji (1926, 1927, 1932).

## Kariera trenerska
Patek karierę szkoleniową rozpoczął w 1946 roku w szwajcarskim klubie FC Bern. W 1939 roku został selekcjonerem reprezentacji Luksemburga. W roli tej zadebiutował 18 września 1949 w przegranym 2:3 meczu eliminacji Mistrzostw Świata 1950 ze Szwajcarią. Kadrę Luksemburga poprowadził w 31 meczach, z których 4 były wygrane, 8 zremisowanych i 19 przegranych.
W 1953 roku Patek został trenerem niemieckiego klubu Karlsruher SC. W sezonie 1954/1955 zdobył z nim Puchar Niemiec, a w sezonie 1955/1956 wywalczył wicemistrzostwo Niemiec. Następnie przestał być szkoleniowcem KSC, a w kolejnych latach prowadził jeszcze Eintracht Frankfurt, Bayern Monachium, SC Young Fellows Juventus oraz Wiener Neustädter SC. Wraz z Wiener Neustädter SC w sezonie 1964/1965 dotarł do finału Pucharu Austrii, przegranego jednak z LASK Linz.